# Euritmie
Euritmie (Duits: Eurythmie, gr.: harmonische beweging of: mooie beweging) is een expressieve danskunst, die in het begin van de twintigste eeuw (circa 1908 - 1925) in Duitsland en Zwitserland in de kringen rond Rudolf Steiner, de grondlegger van de antroposofie, ontstond. 

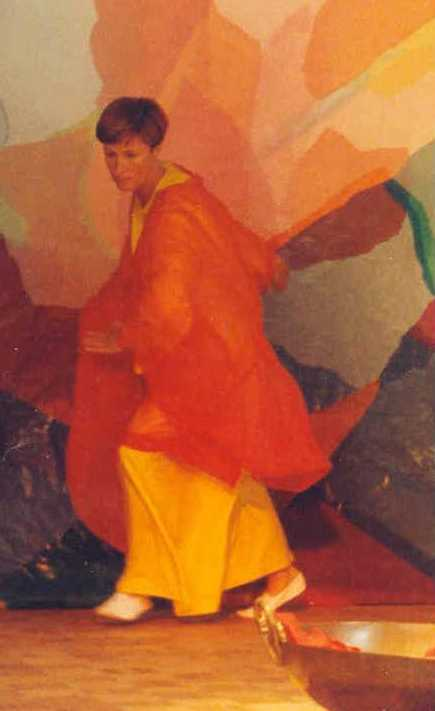
Euritmiste tijdens een uitvoering.

Van de buitenkant bezien herinnert euritmie aan klassiek ballet maar euritmie wordt meestal minder artistiek en minder lichamelijk geënsceneerd. Euritmie wordt beoefend als zelfstandige kunstvorm maar ook als onderdeel van omvattender podiumpresentaties. Gecombineerd met geneeskundige kennis wordt euritmie ook bij therapeutische processen ingezet. Op vrije scholen is euritmie opgenomen in het algemene onderwijsprogramma. 

## Doel en kenmerken van de euritmie
Beoefenaars van de euritmie willen geestelijke fenomenen uitdrukken door middel van lichaamsbewegingen en gebaren. Om tot resultaat te komen worden teksten en muziek met behulp van verschillende basisprincipes geïnterpreteerd en omgezet in een choreografie. De mogelijkheid ook spraak en klanken te interpreteren onderscheidt euritmie van andere bewegingskunsten. Er zijn weliswaar meerdere vormen van beweging die de spraak als uitgangspunt nemen, maar de zogenaamde woordeuritmie brengt op een intensieve wijze gedichten en verhalen tot uitdrukking, uitgaande van de klanken ('letters') in proza en poëzie. Een groot aantal van de euritmievoorstellingen bestaat uit woordeuritmie.
Bij de interpretatie van muziekstukken is de grondslag van het ritme vaak slechts een deelaspect dat aangevuld wordt met de klankkleur, de stijl, alsook de emotionele en geestelijke ondertoon van het stuk. Euritmie gebruikt minder abstracte houdingen en series van bewegingen dan het klassieke ballet en moderne dansvormen, maar benadrukt juist de ruimte om de danser en de ruimte tussen de dansers. 
Tijdens euritmievoorstellingen worden vele verschillende soorten geschreven werk, zoals verhalen en gedichten uit alle tijdperken, als "bezielde zichtbare taal" en "zichtbare liederen" tot uitdrukking gebracht, zowel in solovoorstellingen als in groepen. Kenmerkend is dat zowel de mannelijke als de vrouwelijke dansers gekleed gaan in lange gekleurde gewaden en sluiers zonder patronen. De podiumbelichting is wisselend van kleur. Er wordt slechts zelden gebruikgemaakt van rekwisieten of decorstukken. 
Een van de bekendste euritmievoorstelling is de jaarlijks terugkerende onverkorte uitvoering van het eerste deel van Goethes "Faust" in het Goetheanum in Dornach.
Euritmie is het enige vak dat uitsluitend op antroposofische scholen onderricht wordt. Het is een algemeen vak voor alle leerlingen vanaf de kleuterschool tot de twaalfde klas.

## Euritmieopleiding
Voor euritmie bestaan verscheidene meerjarige dagopleidingen aan antroposofische instituten. Voor leraren en therapeuten (euritmietherapie) zijn er aanvullende beroepsopleidingen. Van de professionele euritmiebeoefenaar wordt verwacht dat hij naast zijn kennis en vaardigheid van de euritmie beschikt over algemene kennis over literatuur en poëzie, spraakkunst, anatomie, muziektheorie, kleurenleer, geometrie, choreografie, podiumbelichting, en dat hij zich verdiept heeft in het esoterisch-filosofische wereldbeeld van de antroposofie. Leraren en therapeuten dienen kennis te hebben van pedagogiek en alternatieve geneeskunde. De euritmietherapie, vroeger aangeduid als heileuritmie, wordt door verzekeraars als bewegingstherapie erkend. Op de Hogeschool Leiden kunnen studenten na een opleiding van 4 jaar een bachelordiploma docent dans/euritmie verwerven.

## Geschiedenis van de euritmie
Euritmie ontstond in het begin van de 20e eeuw. De vroegste aanwijzingen dat Rudolf Steiner zich in bewegingskunst begon te verdiepen dateren uit 1908, toen hij tussen 18 en 23 mei twaalf voordrachten hield over het evangelie volgens Johannes. Uit de autobiografie van de Russische schilderes en schrijfster Margarita Woloschin valt op te maken dat Steiner haar na de eerste lezing vroeg of zij bepaalde passages zou kunnen dansen. De schrijfster antwoordde hem dat men alles kan dansen wat men voelt. Steiner bevestigde dat het gevoel inderdaad het belangrijkste was. In de daaropvolgende jaren werkte Steiner zijn ideeën voor een nieuwe danskunst verder uit.
Volgens de overlevering was Lory Maier-Smits de eerste persoon die in 1912 een euritmische opdracht kreeg van Steiner. Nadat Steiner haar moeder gevraagd had wat zij wilde worden, gaf Steiner haar de opdracht alliteraties te lopen; met krachtig stampen tijdens de rijmende delen en gracieuze armbewegingen bij de delen zonder medeklinkers; niet slechts voorwaarts bewegend maar ook net zo energiek achterwaarts stappend. Lory Maier-Smits werd daarna de eerste danseres en lerares van de euritmie.
De naam Eurythmie werd voorgesteld door Marie von Sievers, de vrouw van Rudolf Steiner, tijdens de laatste uren van de eerste euritmiecursus die tussen 16 en 27 september 1912 in Bottmingen gehouden werd voor Lory Smits. Wat betreft de geschiedenis van de danskunst kan men de euritmie beschouwen als onderdeel van omwentelingen binnen het danstheater en het lichaamsbewustzijn aan het begin van de 20e eeuw.
Euritmie is in de ogen van haar grondlegger de kunst grondprincipes en overeenkomsten van taal en muziek door menselijke bewegingen zichtbaar te maken. Daarvoor worden verschillende uitdrukkingsmiddelen gebruikt zoals gebaren, kleuren en ruimtelijke vormen. De beweging ontstaat vanuit een bewustzijn van de relatie van het eigen lichaam tot de omgevende ruimte en de tijd. De vertaling van een geschreven werk of muziekstuk naar een euritmievoorstelling dient de kunstzinnige vorm en de beeldkrachten die eraan ten grondslag liggen zichtbaar te maken.
De oorsprong van de gebaren en de bewegingen ligt naar mening van antroposofische beoefenaars van euritmie binnen de ruimtelijke en de chronologische krachtvelden die de menselijke vorm voortbrengt en waarin de mens zich beweegt. De krachten die taal en muziek in zich hebben probeert de danser door gelijktijdige gebaren en bewegingen in de ruimte zichtbaar te maken.

## Lichaamsbeweging in de ruimte en vormentaal

### Choreografie en vorm
Iedere euritmieopvoering gebruikt een choreografie, die in de euritmie een vorm genoemd wordt. De vorm bepaalt welke beweging op welk moment gemaakt wordt. Notities zoals maat aanduidingen of tekstregels verduidelijken het verband tussen de vorm en het geïnterpreteerde kunstwerk. Vaak geeft de vorm ook aanwijzingen over kostuums, rekwisieten, sluiers en kleuren van de gewaden en over de kleuren van de belichting.
Bij het ontwikkelen van de vorm hebben het kunstwerk en zijn interpretatie de hoogste prioriteit. Er wordt geprobeerd de innerlijke dynamiek van het kunstwerk door bewegingen in de ruimte uit te beelden. Zo kan men bij de klankeuritmie hogere of luidere klanken door een beweging naar voren en zachtere tonen door een beweging naar achteren benadrukken. Veranderingen in het ritme worden door snellere of langzamere stappen uitgedrukt.
Meestal bestaat de totale opvoering uit meerdere vormen waarbinnen zich ook herhalingen en variaties van het kunstwerk weerspiegelen. Ook kunnen verschillende euritmisten of verschillende groepen terzelfder tijd verschillende vormen lopen, bijvoorbeeld om de verschillende stemmen van een muziekstuk weer te geven. Bij de klankeuritmie varieert de vorm meestal per couplet.
Naast de vorm zijn ook de gebaren heel belangrijk als basiselementen van de euritmische opvoering. De meest elementaire gebaren zijn bewegingen van het eigen lichaam in zes mogelijke richtingen zoals oprichten, samentrekken en buigen van het lichaam. Daarbij kunnen de armen zelfstandig bewegen. Voor de armen bestaan er een serie standaard gebaren die op velerlei wijze gecombineerd kunnen worden. Bij sommige vormen, de zogenaamde Apollinische vormen, gelden strengere voorschriften zodat teksten letterlijker uitgedrukt kunnen worden.

## Euritmietherapie of heileuritmie
Heileuritmie is een speciale therapie binnen de antroposofische geneeswijze, die sinds 1921 door Rudolf Steiner en Ita Wegman vanuit het vocabulaire van de euritmie ontwikkeld werd. Het is een individuele therapie onder leiding van een antroposofisch therapeut. In Duitsland wordt deze therapie vergoed door het ziekenfonds en door de verzekeringsinstellingen. 
Heileuritmie wordt binnen de antroposofische geneeswijze ingezet bij stoornissen aan het zenuwstelsel, aan het hart- en vaatstelsel, en bij problemen met de stofwisseling en de motoriek. Verder wordt het toegepast bij ontwikkelingsstoornissen van kinderen, personen met een beperking en ook bij psychosomatische kwalen en binnen de psychiatrie. 
Binnen de heileuritmie wordt een ziekte als een disharmonie van het lichamelijke, psychische en persoonlijk-geestelijke niveau van de mens gezien. Specifieke oefeningen worden ingezet om de harmonie weer te herstellen. De euritmiebewegingen dienen om de patiënt ervaringen van buiten naar binnen te geven, dus omgekeerd aan emotionele uitbarstingen die van binnen naar buiten gaan. Dit gebeurt op grond van een holistische benadering van de mens waarbinnen lichamelijke kwalen vaak psychische oorzaken hebben en psychische kwalen soms veroorzaakt worden door lichamelijke oorzaken.

## Trivia
- Tot de weinige rekwisieten die tijdens euritmie-beoefening soms gebruikt worden behoren massieve koperen staven en ballen.